# Восточно-Австралийская котловина
Восточно-Австралийская котловина (также известна как Тасманова котловина, Тасманово понижение) — понижение дна в южной части Тасманова моря в юго-западной части Тихого океана.
Длина котловины составляет более 2,4 тыс. км, ширина — около 1,5 тыс. км. Глубина достигает 5994 м (по другим данным 6015 м, 5604 м), преобладающие глубины 4200—4800 м.
Котловина ограничена материковыми склонами Австралии — на западе, континентальным массивом островов Новой Зеландии — на востоке, подводным хребтом Лорд-Хау в Тасмановом море — на севере и Австрало-Антарктическим поднятием — на юге.
Донные грунты — красные глины, рельеф холмистый с многочисленными гайотами. На территории занимаемой котловиной имеется небольшой подводным хребет Дампье и отдельные подводные горы с глубинами над ними 1829 м, 126 м.